# Wilhelm Eich (Missionar)
Friedrich Wilhelm Eich (* 15. September 1850 in Dierdorf, Kreis Neuwied, Rheinprovinz; † 23. April 1935 in Swakopmund) war ein deutscher Missionar und Präses der Rheinischen Missionsgesellschaft in Deutsch-Südwestafrika, dem heutigen Namibia. 

## Leben

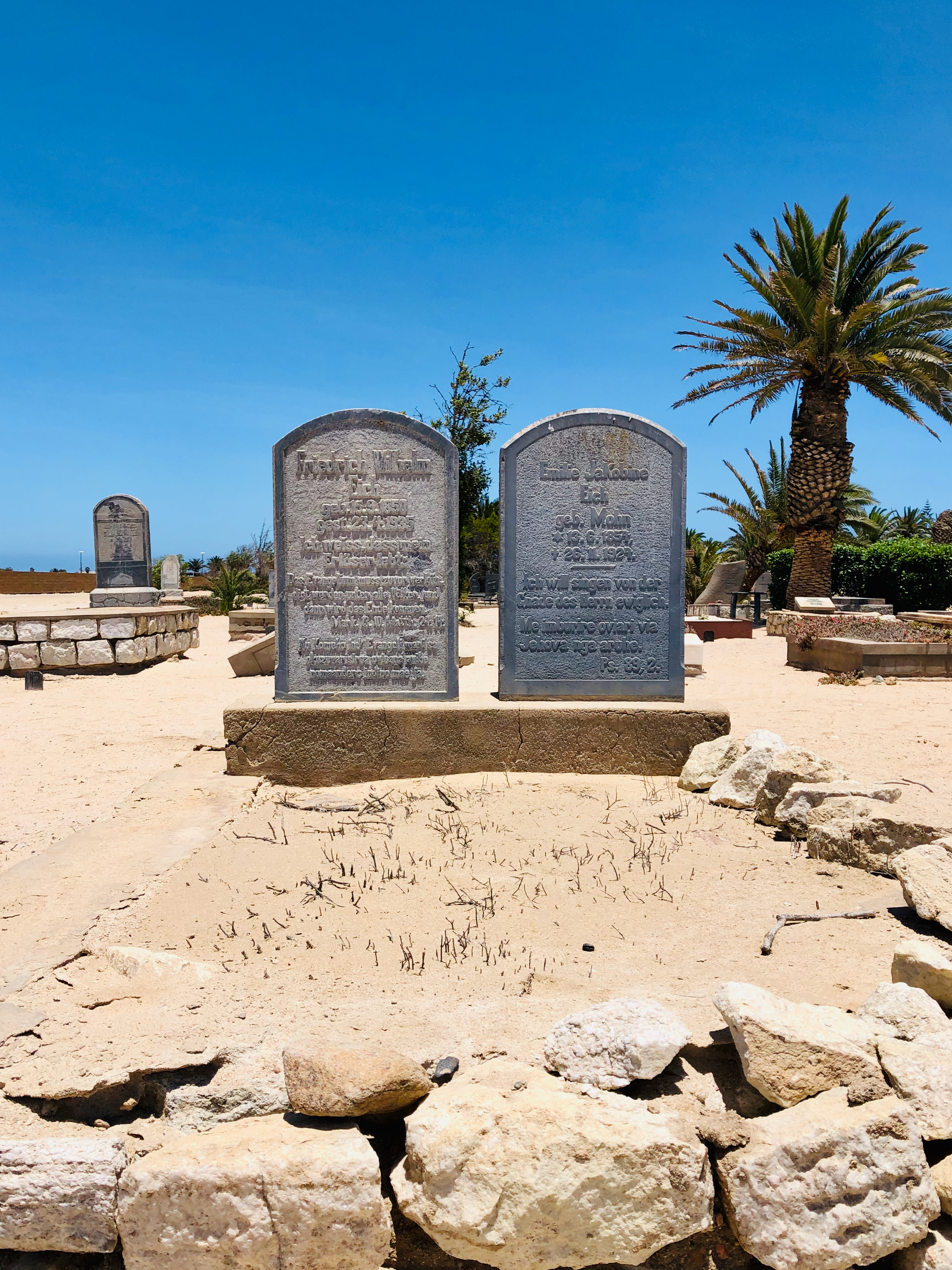
Grab von Wilhelm Eich auf dem Friedhof Swakopmund

Nach einer kaufmännischen Lehre in Freudenberg/Sieg wurde Eich Angestellter in der Barmer Missions-Handelsgesellschaft. 1871 ging er nach Südwestafrika, 1877 kehrte er nach Deutschland zurück und trat in das Barmer Missionsseminar ein. Seine Ordination empfing er am 10. August 1881. 1883 ging Eich erneut nach Südwestafrika zu der von seinem älteren Bruder, dem Missionar Friedrich Eich, 1883 gegründeten Missionsstation Otjiseva in der Nähe von Windhoek. Nach dessen Erkrankung übernahm Wilhelm Eich diese Station 1894. Bald darauf siedelte die Gemeinde nach Osona über, Eich lebte in Okahandja. 1889–1891 vertrat er den Missionar Johann Jakob Irle auf der Station Otjosazu, übernahm von 1891 bis 1904 die Missionsstation Otjozondjupa als Nachfolger von Heinrich Beiderbecke. Als man am 21. Oktober 1899 dort eine Posthilfsstelle einrichtet, wird Eich deren erster Verwalter, die Station Otjozondjupa in Waterberg umbenannt.
Eich klagte über das Verschulden der Herero nach der Rinderpest 1897:

Das Schuldenmachen hat in den letzten Jahren besorgniserregenden Umfang angenommen: „wer nicht auf Credit geben will, kann nichts verkaufen“ sagte mir kürzlich ein Händler. Vor einigen Monaten hörte ich, daß die beiden hier ansässigen Händler, der eine für 20.000, der andere für 15.000 Mark in etwa 5 Monaten auf Credit gegeben hatten und ein Wanderhändler an einem Tag in Otjenga an ganz mittellose Leute Waren für 1.500 Mark verborgte. Abhängige Leute kaufen auf Rechnung ihrer Herren, und Kinder auf Rechnung ihrer Eltern, wodurch viel Streit und Unfriede veranlaßt wird.
Am 27. Oktober 1902 berichtete Eich, dass ein lokaler Händler auf einmal die Schulden der insgesamt 250 vorhandenen Schuldner in der Höhe von 18.000 Mark forderte.
In einem Hirtenbrief an die Hererogemeinden versuchte die um die Existenz des Herero-Volkes besorgte Missionsgesellschaft diese vor den Folgen von Verschuldung zu warnen.
Von 1904 bis 1910 war Eich Präses der Herero-Mission. In Okahandja gründete er ein Waisenhaus für Mischlingskinder. 1910 führte Wilhelm Eich die Swakopmunder Missionsstation. Zwischen 1919 und 1925 war er wieder Präses der Herero-Mission, 1927 trat er in den Ruhestand.
Eich war verheiratet mit Emilie Jakobine Mohn (13. April 1854 – 26. November 1924) und hatte fünf Kinder.

## Werke
- Tagebücher 1904–1908 und 1914–1934, (Bundesarchiv Koblenz).
- Briefe und Berichte von Wilhelm und Emilie Eich, Missionsstation Otjozondjupa/Waterberg, Deutsch-Südwestafrika, 1889-1899, Andreas Eckl (Hrsg.), Bochum 2022, ISBN 978-3-939886-10-5.